# 尤利安山
尤利安山（義大利語：Alpi Giulie）是东阿尔卑斯山的一座山脉，从意大利的东北部一直蜿蜒到斯洛文尼亚。其最高峰为海拔2,864米的特里格拉夫峰（Triglav），位于斯洛文尼亚。尤利安山的很大一部分属于特里格拉夫国家公园。次高峰为海拔2,755米的蒙塔西奥山（Jôf di Montasio），位于意大利。

## 照片

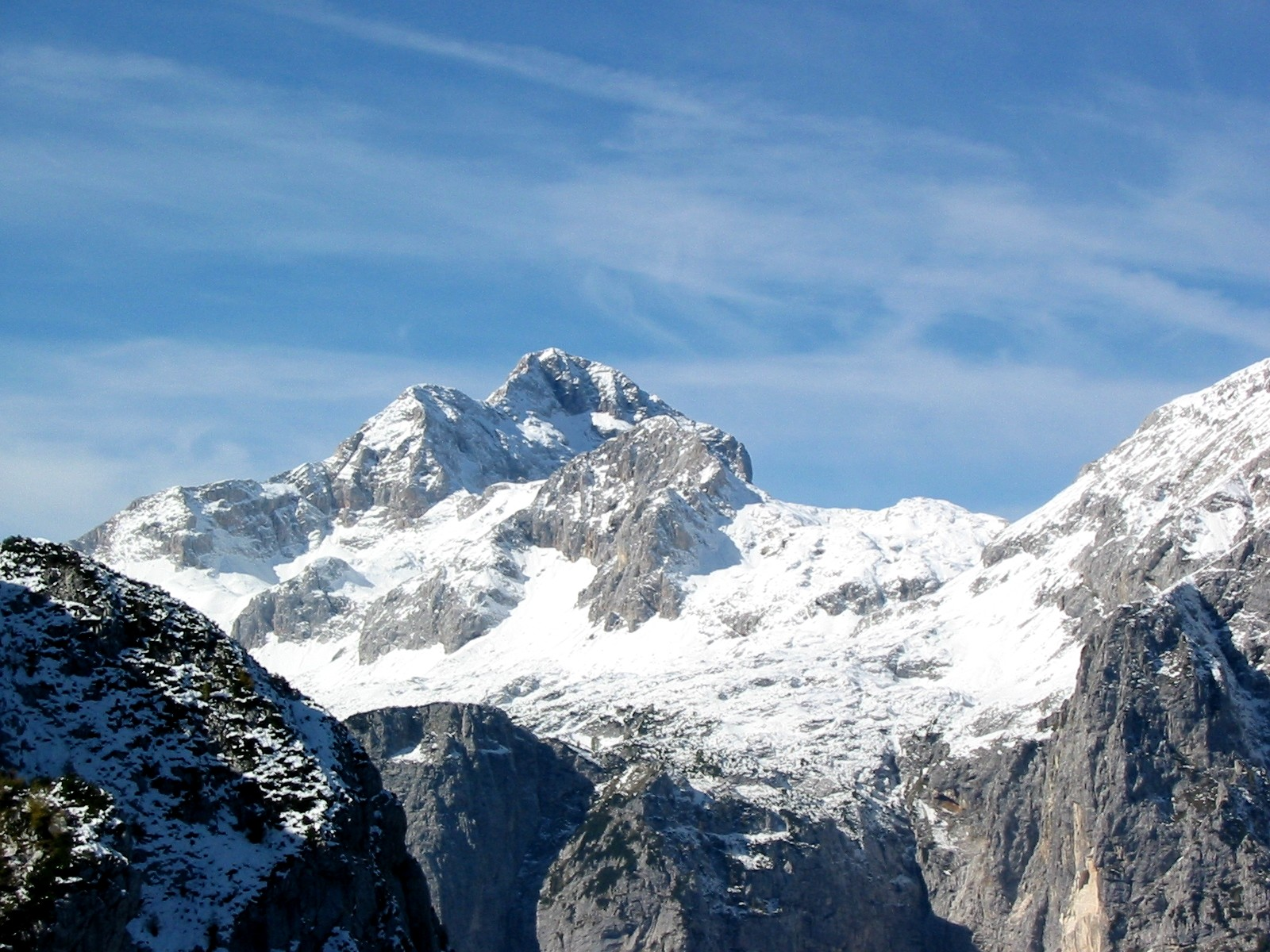
特里格拉夫峰
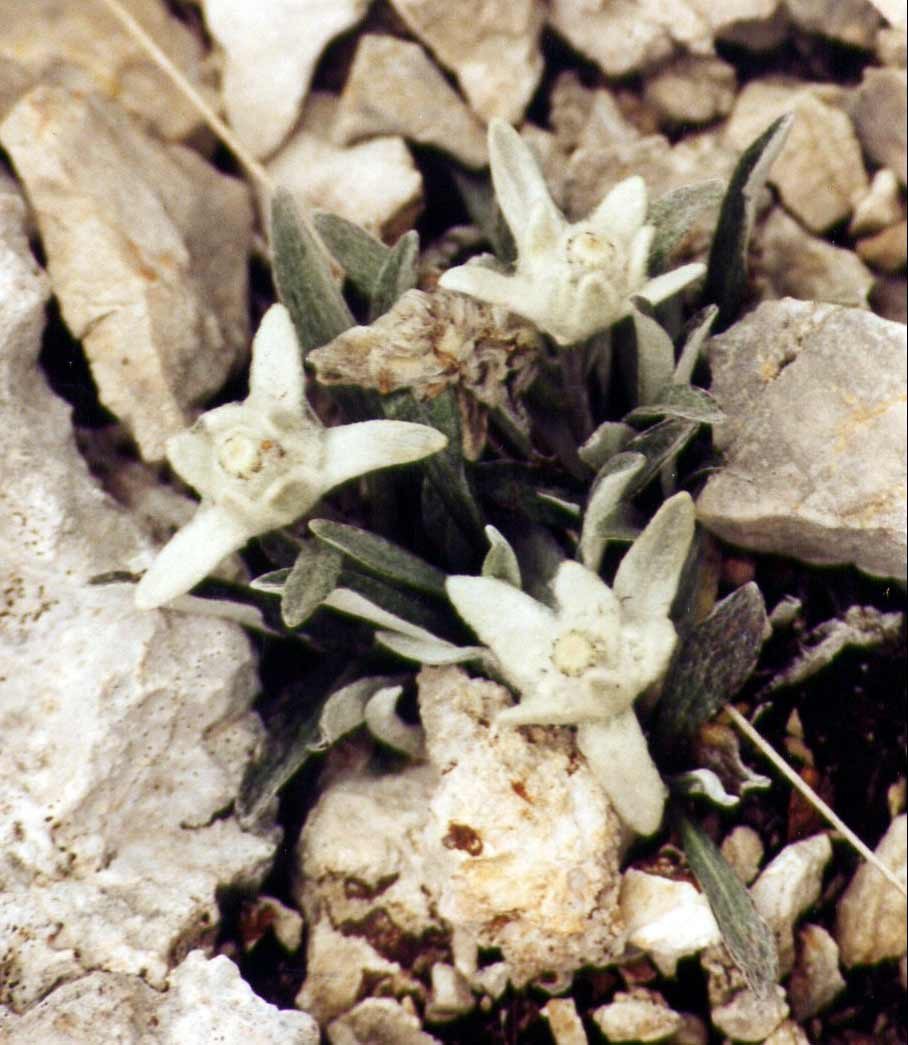
斯洛文尼亚境內尤利安山之高山火絨草
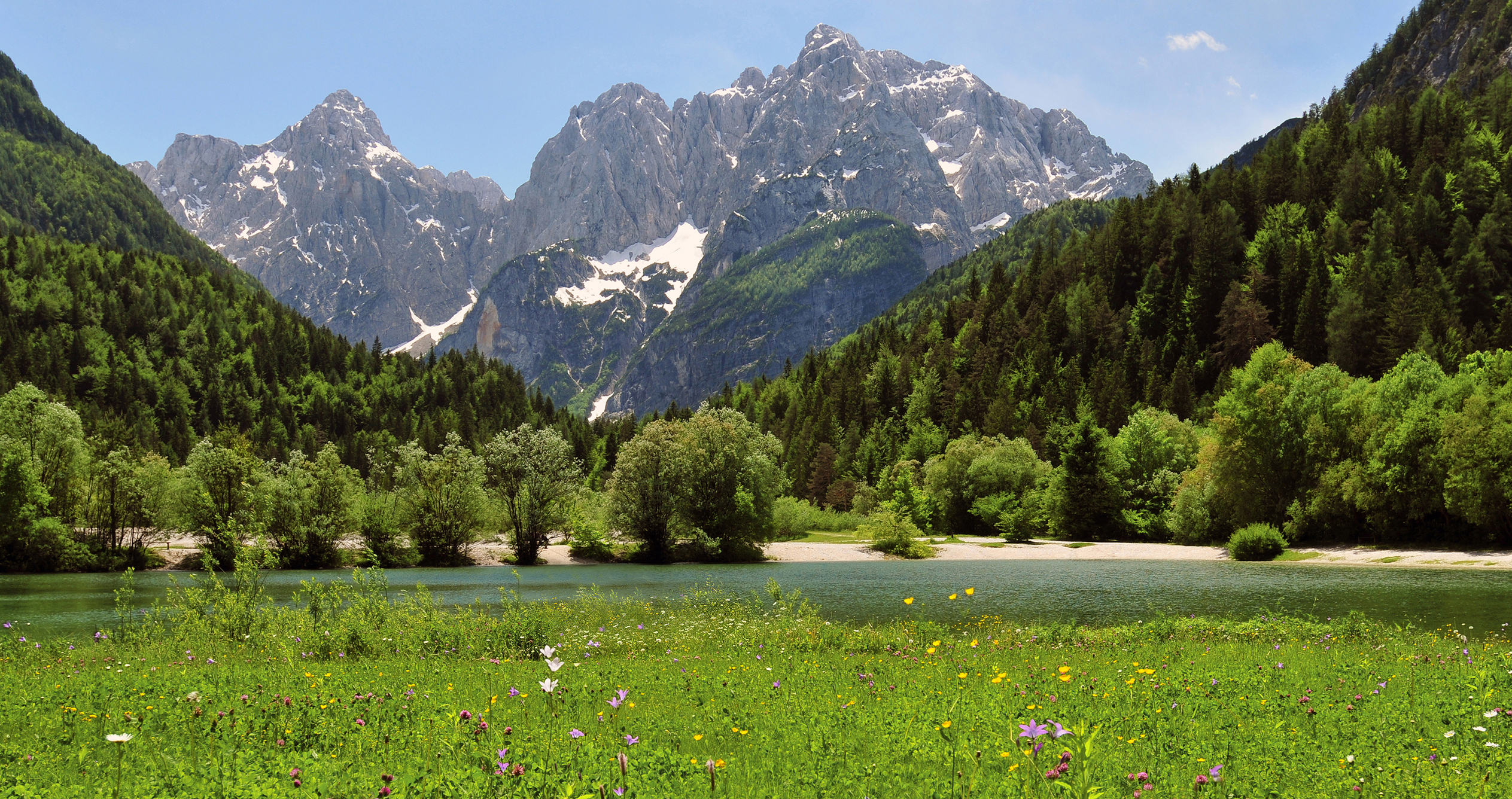
从克拉尼斯卡戈拉看尤利安山风景
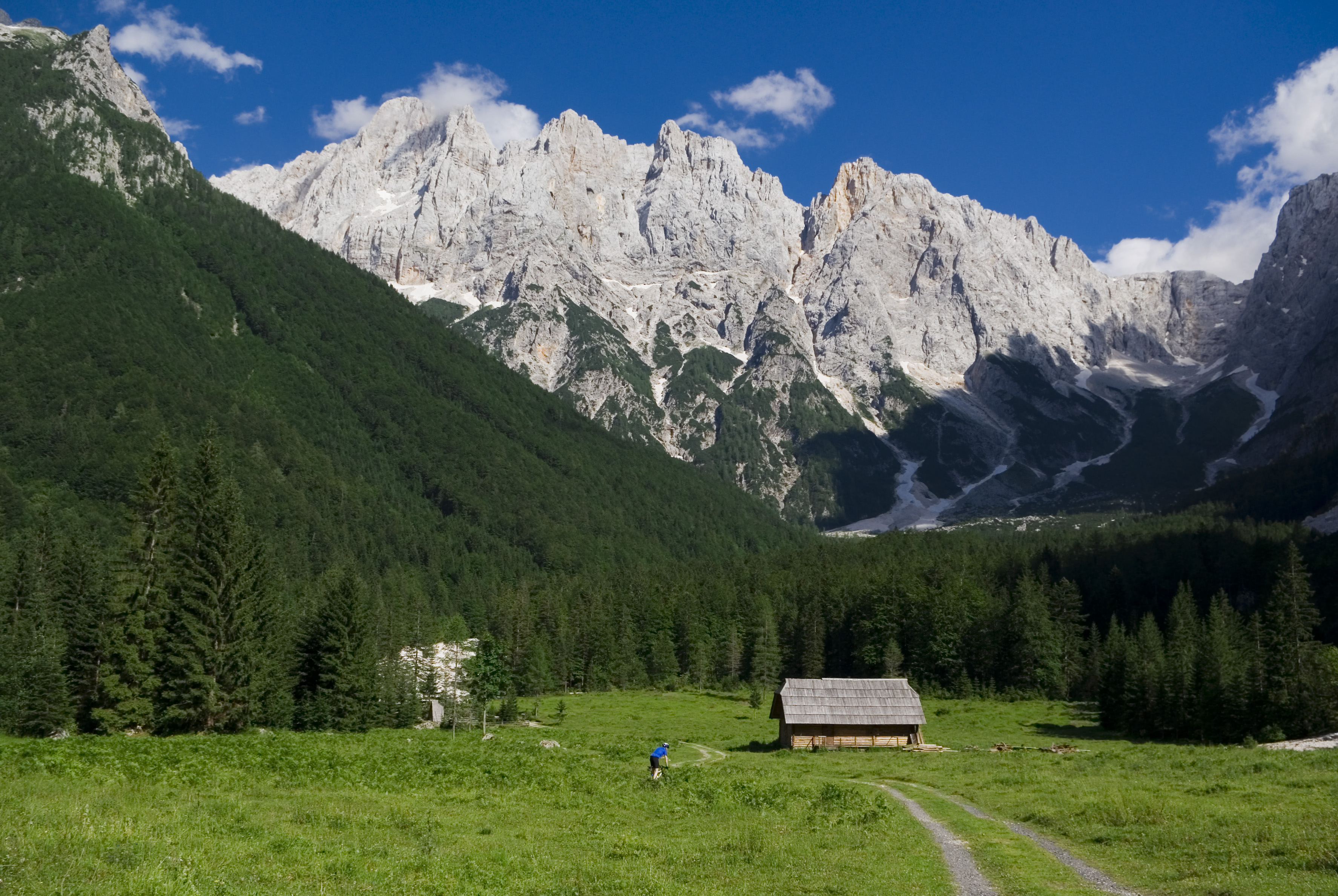
克拉尼斯卡戈拉旁的克拉尼斯卡峽谷

## 外部連結
- Julian Alps on SummitPost （页面存档备份，存于）